# 1301 Yvonne
1301 Yvonne è un asteroide della fascia principale del diametro medio di circa 22,77 km. Scoperto nel 1934, presenta un'orbita caratterizzata da un semiasse maggiore pari a 2,7635194 UA e da un'eccentricità di 0,2728295, inclinata di 34,05871° rispetto all'eclittica.
Il suo nome è dedicato alla sorella dello scopritore.